# Noël Barrot
 (janvier 2025).
Si vous disposez d'ouvrages ou d'articles de référence ou si vous connaissez des sites web de qualité traitant du thème abordé ici, merci de compléter l'article en donnant les références utiles à sa vérifiabilité et en les liant à la section « Notes et références ».
Pour les articles homonymes, voir Barrot.
Ne doit pas être confondu avec Jean-Noël Barrot.
Noël Barrot, né le 24 décembre 1903 à Saint-Étienne (France) et mort le 8 juin 1966 à Paris, est un résistant et homme politique français.

## Biographie
Fils d'un pharmacien, Noël Barrot suit des études secondaires dans un établissement catholique de Saint-Etienne avant de suivre les pas de son père et de s'inscrire à la faculté de Lyon pour des études de pharmacie.
C'est à cette occasion qu'il découvre le Sillon et se rapproche des positions de Marc Sangnier.
Diplômé en 1928, il dirige une pharmacie à Yssingeaux. Il épouse une pharmacienne, elle-même fille de pharmacien.
Il fonde dans la même période un cercle de réflexion et d'animation culturelle, appelé Ozanam, d'inspiration chrétienne.
D'abord favorable à De Gaulle pendant la Seconde Guerre mondiale, il s'oriente de plus en plus vers la résistance active. Fin 1942, le cercle Ozanam d'Yssingeaux est fermé pour propagande contre le régime de Vichy. Principal animateur de l'association des Petits Bergers des Cévennes, dont le but officiel est, dans la logique du « retour à la terre » cher à Pétain, d'installer dans des fermes des enfants défavorisés des villes, il place en sécurité de nombreux enfants juifs.
Par la suite, il appartient à l'Armée secrète, et fournit des médicaments aux maquis de Haute-Loire. A la Libération, il est presque naturellement désigné président du comité local de libération, adjoint au maire d'Yssingeaux, nommé en octobre 1944, avant d'être élu maire de la ville en mai 1945, mandat qu'il exerce jusqu'en 1947.
En octobre 1945, il figure en deuxième position sur la liste d'union du centre et de la droite menée en Haute-Loire par Paul Antier pour l'élection de la première assemblée constituante, et est élu député. Il s'inscrit naturellement au groupe du MRP, parti auquel il appartient.
L'année suivante, il mène une liste MRP autonome pour l'élection de la seconde constituante, et retrouve son siège. C'est aussi en 1946 qu'il entre au conseil national de l'ordre des pharmaciens.
En novembre 1946, toujours à la tête d'une liste MRP, il conserve son siège de député.
A l'assemblée, il s'intéresse principalement aux questions liées à son activité professionnelles, et à l'hygiène publique en général. Il dépose de nombreux rapports et propositions. Il participe aussi chaque année aux débats sur le budget du ministère de la santé publique. Il défend en juillet 1948 le plan de réorganisation hospitalière. La réforme hospitalière devient son thème d'intervention principal pendant toute la fin de cette législature.
De nouveau à la tête d'une liste MRP pour les élections de 1951, il obtient 17,7 % des voix et est réélu. Il continue son combat pour la réforme hospitalière, déposant en août 1954 un rapport à ce sujet. En octobre 1953, il est rapporteur du projet de loi de réorganisation des hôpitaux de Marseille.
Sensible aussi à la situation de ses électeurs, il se préoccupe d'aménagement du territoire et prône notamment l'aide à la création de petites entreprises en milieu rural.
Réélu en 1956, il est élu Questeur de l'assemblée. En décembre 1957, il est rapporteur du texte sur la réforme hospitalière qu'il réclame depuis des années, mais qui ne se mettra pas en place avant la fin de la Quatrième république.
Candidat aux législatives de novembre 1958, il affronte dans la première circonscription de Haute-Loire le sortant et ancien ministre Paul Antier, soutenue par la maire d'Yssingeaux, Marie Kaeppelin, comme suppléante. Il est cependant élu au second tour, dans une quadrangulaire, avec 50,0 % des voix. 
Il est réélu comme Questeur de l'assemblée, et continue, pendant ce mandat, de défendre la création d'une communauté européenne de la santé (« pool blanc »), idée qu'il développe depuis plusieurs années. Il continue d'intervenir sur les questions de santé, souvent d'un point de vue très technique et professionnel.
Bien que soutenant de façon claire la politique gouvernementale jusque là, il s'oppose à l'élection du président de la République au suffrage direct, qui fait l'objet d'un référendum, et vote pour cette raison la motion de censure d'octobre 1962 contre le gouvernement de Georges Pompidou, qui provoque des législatives anticipées.
Opposé notamment à Eugène Pebellier, ancien député et maire du Puy-en-Velay, Barrot est réélu au second tour, dans une nouvelle quadrangulaire, avec 42,8 % des voix. En décembre de cette même année, il entre au conseil général, élu dans le canton d'Yssingeaux.
Siégeant au sein du groupe du Centre démocratique, il est de nouveau élu Questeur de l'Assemblée. Pendant cette législature, il est, comme nombre d'élus du centre-droit, dans une position de semi-opposition au gouvernement. Il désapprouve notamment le manque de respect du Parlement, et s'oppose à la politique européenne de de Gaulle.
Réélu conseiller général en 1964, il en devient le président. L'année suivante, il retrouve le poste de maire d'Yssingeaux, à l'occasion des municipales. 
Il meurt brutalement, en cours de mandat, à l'assemblée nationale, à la suite d'une crise cardiaque, à l'âge de soixante-deux ans.
Son fils Jacques prend sa succession politique. 

## Détail des fonctions et des mandats
Mandats parlementaires
- 1945-1966 : Député de la Haute-Loire